# Rogozino (gromada)
Rogozino – dawna gromada, czyli najmniejsza jednostka podziału terytorialnego Polskiej Rzeczypospolitej Ludowej w latach 1954–1972.
Gromady, z gromadzkimi radami narodowymi (GRN) jako organami władzy najniższego stopnia na wsi, funkcjonowały od reformy reorganizującej administrację wiejską przeprowadzonej jesienią 1954 do momentu ich zniesienia z dniem 1 stycznia 1973, tym samym wypierając organizację gminną w latach 1954–1972.
Gromadę Rogozino z siedzibą GRN w Rogozinie utworzono – jako jedną z 8759 gromad na obszarze Polski – w powiecie płockim w woj. warszawskim, na mocy uchwały nr VI/10/13/54 WRN w Warszawie z dnia 5 października 1954. W skład jednostki weszły obszary dotychczasowych gromad Białkowo, Boryszewo Nowe, Boryszewo Stare, Brochocinek, Chomętowo, Dźwierzno, Juryszewo, Rogozino, Ślepkowo Szlacheckie i Wodzymin ze zniesionej gminy Rogozino w tymże powiecie. Dla gromady ustalono 21 członków gromadzkiej rady narodowej.
31 grudnia 1959 do gromady Rogozino przyłączono wsie Ciółkowo i Męczenino ze znoszonej gromady Ciółkowo w tymże powiecie.
31 grudnia 1961 do gromady Rogozino włączono wsie Brochocin i Kostrogaj ze zniesionej gromady Trzepowo Nowe w tymże powiecie; ponadto, z miasta Płocka (powiat miejski w tymże województwie) do wsi Boryszewo Nowe w gromadzie Rogozino przyłączono obszar o powierzchni około 15 ha, stanowiący trójkąt gruntów położony przy granicy wsi Podolszyce.
Gromada przetrwała do końca 1972 roku, czyli do kolejnej reformy gminnej.